# Josef Kovařík
Josef Kovařík, né le 27 avril 1966 à Ostrava, est un coureur tchécoslovaque, puis tchèque du combiné nordique qui a concouru de 1991 à 1993.

## Biographie
Licencié au club ŠKP Štrbské Pleso, il a terminé sixième du 3 × 10 km par équipes aux Jeux olympiques d’hiver d’Albertville en 1992.
Les seules victoires de Kovařík en carrière sont sur deux individuels (quinze kilomètres) en 1991 et 1993. Il est le premier vainqueur de la Coupe du monde B en 1991, l'antichambre de la Coupe du monde.